# Abarema laeta
Espèce
Abarema laeta est une espèce de plantes à fleurs de la famille des Fabaceae.

## Description
Selon Plants of the World Online, c'est un synonyme de Jupunba laeta. C'est un arbre qui vit en Amérique tropicale.

## Répartition
L'espèce est trouvée dans le nord du Brésil, en Colombie, en Équateur, en Guyane, au Pérou, au Suriname et au Venezuela.

## Statut de protection
Selon INPN (18 octobre 2024), l'espèce est sur la liste rouge mondiale des espèces menacées (sous le nom Klugiodendron umbrianum Britton & Killip)